# 斯圖爾茨波因特 (內華達州)
斯圖爾茨波因特（英語：Stewarts Point）是位於美國內華達州克拉克縣的非建制地區。

## 地理
斯圖爾茨波因特所處的海拔為高於海平面390米（即1280英呎），而該地所採用的時區為UTC-8，即太平洋时区（PST）。同時該地設有夏令時間，為UTC-8調快一小時，即UTC-7（PDT）。